# خمار ذوالفقاراوا
خمار ذوالفقاراوا (ترکی آذربایجانی: Xumar Rza qızı Zülfüqarova; ۱۵ نوامبر ۱۹۲۷ – ۲ ژوئیهٔ ۲۰۱۷) رقصنده، طراح رقص و مؤسس گروه دولتی رقص آذربایجان بود. وی در طول فعالیت‌های خود لقب افتخاری هنرمند افتخاری آذربایجان شوروی (۱۹۵۹)، هنرمند خلق آذربایجان شوروی (۱۹۷۹) و نشان شهرت (۲۰۰۹) را دریافت کرد.

## زندگی‌نامه
خمار ذوالفقاراوا در ۱۵ نوامبر سال ۱۹۲۷ در خانواده «رضا افغانلی»، بازیگر تئاتر و سینمای معروف، به دنیا آمد. او دانش‌آموخته مدرسه رقص باکو در سال ۱۹۴۵ بود. از سال ۱۹۴۵ تا ۱۹۶۶ تک‌رقصنده آکادمی ملی اپرا و تئاتر باله آذربایجان بود. از سال ۱۹۵۰ شروع به تدریس در مدرسه رقص باکو کرد. در طول ۶۰ سال تدریس، چندین نسل از رقصندگان و طراحان رقص را به بار آورد.

## فعالیت
در سال ۱۹۵۸ از خمار ذوالفقاراوا دعوت شد تا در فیلم گرجستانی «مملوک» ایفای نقش داشته باشد؛ فیلمی که در آن در احاطه ۶ تک رقصنده تئاتر اپرا ملی گرجستان رقص عربی اجرا کرد. در سال ۱۹۵۹ از وی برای اجرای رقص در اثر جدید عزیر حاجی‌بیگف که برای «روزهای فرهنگی آذربایجان» در مسکو طراحی کرده بود، دعوت شده و آنجا با موفقیت اجرا کرد. پس از بازگشت از مسکو به باکو، به خمار ذوالفقاراوا نشان هنرمند افتخاری آذربایجان شوروی اعطا شد.
از سال ۱۹۶۶ تا ۱۹۷۸ خمار ذوالفقاراوا به عنوان تک‌رقصنده و کارگردان هنری در تالار دولتی فیلارمونیک آکادمیک آذربایجان فعالیت کرد. وی در سال ۱۹۶۹ گروه دولتی رقص آذربایجان را راه انداخت که تا سال ۱۹۷۸ به فعالیت خود ادامه داد. این گروه به واسطه برنامه رقص طراحی شده توسط خمار ذوالفقاراوا در کشورهای اوکراین، دانمارک، فرانسه و غیره روی صحنه رفت.
خمار ذوالفقاراوا اولین طراح رقص «انجمن دولتی تورها و کنسرت‌ها» (۱۹۷۸–۱۹۸۸) بود. وی در کنار اینکه در اپرای کوراوغلوی عزیر حاجی‌بیگف، «هفت پیکر» قارا قارایف رقص کرد، در چند فیلم هم ایفای نقش داشت. افزون بر این، اجرای رقص‌ها در اپراهای «شاه اسماعیل»، عاشیق غریب، اصلی و کرم و لیلی و مجنون به عهده خمار ذوالفقاراوا بود. وی در شهرهای مختلف کشورهای روسیه، عراق، ایالات متحده آمریکا، کانادا روی صحنه رفته و اجراهای بسیار زیبایی از رقص آذربایجانی به نمایش گذاشت.
در سال ۱۹۷۹ از خمار ذوالفقاراوا با اعطای لقب افتخاری هنرمند خلق آذربایجان شوروی تقدیر شد.
از سال ۱۹۹۲ خمار ذوالفقاراوا کارگردان هنری گروه «جنگی» بود. این گروه در سال ۱۹۹۴ در مراسم سالگرد محمد فضولی در عراق حضور پیدا کرده و در سفرهای هنری در سال ۱۹۹۵ در شهرهای نیویورک، [[شیکاگو و واشینگتن آمریکا و نیز تورنتو و مونترآل کانادا به اجرای رقص پرداختند.
در سال ۲۰۰۹ خمار ذوالفقاراوا نشان شهرت را اخذ نمود. به دنبال ۶۰ سال فعالیت در سال ۲۰۱۱ بازنشسته شد. در ۲ ژوئن سال ۲۰۱۷ و در سن ۸۹ سالگی در باکو درگذشت. در ماه نوامبر ۲۰۱۷ مراسم ۹۰- امین سالگرد خمار ذوالفقاراوا در موزه دولتی تئاتر جمهوری آذربایجان برگزار شد.

## بازیگری
- فتح‌علی خان - ۱۹۴۷
- مملوک- ۱۹۵۸
- آرشین مال آلان - ۱۹۶۵